# Остров Шмидта
О́стров Шми́дта — остров в архипелаге Северная Земля (Россия), в Карском море. Административно относится к Таймырскому Долгано-Ненецкому району Красноярского края.

## Расположение
Расположен в северо-западной части Северной Земли на расстоянии около 31 километра к северо-западу от острова Комсомолец. Самый удалённый от материка остров архипелага. Лежит обособленно, каких-либо малых островов рядом нет.

## Описание
Имеет почти ровную овальную форму с небольшим выступом в северной части — мысом Земляным, расстояние с запада на восток — 28,7 километра, с севера на юг — 17,7 километра. Площадь острова — около 420 км².
Почти всю территорию острова занимает одноимённый ледник — куполообразной формы, плавно повышающийся до 325 метров — наивысшей точки острова. Берега по большей части пологие, за исключением восточного берега с обрывами 27-36 метров. В южной и, в меньшей степени, в северо-западной части острова ближе к берегу обширные ледниковые трещины. К южному побережью стекает четыре относительно крупных ручья и ещё один, малый стекает к северо-западному берегу. Чуть к востоку от мыса Земляного находится совсем небольшое озеро.
В отличие от других крупных островов архипелага, береговая линия которых постоянно меняется за счёт образования айсбергов, берега острова Шмидта не претерпевают практически никаких изменений.
Уровень ледового покрытия на острове самый высокий среди крупных островов архипелага, равняется практически 100 %.

## История
Открыт в 1930 экспедицией на ледокольном пароходе «Георгий Седов» под руководством О. Ю. Шмидта и В. Ю. Визе (капитан Воронин), на обратном пути в Архангельск и назван в честь советского исследователя Арктики Отто Юльевича Шмидта.

## Карты
- Лист карты U-46-XXV,XXVI,XXVII о. Шмидта (Северная Земля). Масштаб: 1 : 200 000. Состояние местности на 1956 год.